# Jake O'Brien (calciatore)
Jake O'Brien (Cork, 15 maggio 2001) è un calciatore irlandese, difensore dell'Everton.

## Carriera

### Club
Cresciuto nel Cork City, il 3 febbraio 2021 passa a titolo temporaneo al Crystal Palace, che lo acquista a titolo definitivo nel successivo mese di agosto. Il 4 gennaio 2022 viene ceduto in prestito allo Swindon Town; il 26 agosto seguente passa, sempre a titolo temporaneo, al RWDM47, con cui vince il campionato.
Il 15 agosto 2023 si trasferisce all'Olympique Lione, con cui firma un quadriennale.
Il 30 luglio 2024 viene acquistato dall'Everton.

### Nazionale
Ha giocato nella nazionale irlandese Under-21.
Il 14 marzo 2024 viene convocato per la prima volta dall'Irlanda. Fa il suo esordio con i verdi il 4 giugno seguente nell'amichevole vinta 2-1 contro l'Ungheria.

## Statistiche

### Presenze e reti nei club
Statistiche aggiornate al 30 luglio 2024.
| Stagione         | Squadra          | Campionato       | Campionato | Campionato | Coppe nazionali | Coppe nazionali | Coppe nazionali | Coppe continentali | Coppe continentali | Coppe continentali | Altre coppe | Altre coppe | Altre coppe | Totale | Totale | Totale |
| Stagione         | Squadra          | Comp             | Pres       | Reti       | Comp            | Pres            | Reti            | Comp               | Pres               | Reti               | Comp        | Pres        | Reti        | Pres   | Reti   |        |
| ---------------- | ---------------- | ---------------- | ---------- | ---------- | --------------- | --------------- | --------------- | ------------------ | ------------------ | ------------------ | ----------- | ----------- | ----------- | ------ | ------ | ------ |
| 2019             | Cork City        | PD               | 1          | 0          | CI              | 0               | 0               | -                  | -                  | -                  | -           | -           | -           | 1      | 0      |        |
| 2020             | Cork City        | PD               | 8          | 0          | CI              | 1               | 0               | -                  | -                  | -                  | -           | -           | -           | 9      | 0      |        |
| Totale Cork City | Totale Cork City | Totale Cork City | 9          | 0          |                 | 1               | 0               |                    | -                  | -                  |             | -           | -           | 10     | 0      |        |
| gen.-giu. 2022   | Swindon Town     | FL2              | 19+2       | 0          | FACup+CdL       | 0+0             | 0               | -                  | -                  | -                  | EFLT        | -           | -           | 21     | 0      |        |
| sett. 2022-2023  | RWDM47           | D2               | 30         | 3          | CB              | 1               | 0               | -                  | -                  | -                  | -           | -           | -           | 31     | 3      |        |
| 2023-2024        | Olympique Lione  | L1               | 27         | 4          | CF              | 5               | 1               | -                  | -                  | -                  | -           | -           | -           | 32     | 5      |        |
| Totale carriera  | Totale carriera  | Totale carriera  | 85+2       | 7          |                 | 7               | 1               |                    | -                  | -                  |             | -           | -           | 94     | 8      |        |

### Cronologia presenze e reti in nazionale
| Cronologia completa delle presenze e delle reti in nazionale ― Irlanda | Cronologia completa delle presenze e delle reti in nazionale ― Irlanda | Cronologia completa delle presenze e delle reti in nazionale ― Irlanda | Cronologia completa delle presenze e delle reti in nazionale ― Irlanda | Cronologia completa delle presenze e delle reti in nazionale ― Irlanda | Cronologia completa delle presenze e delle reti in nazionale ― Irlanda | Cronologia completa delle presenze e delle reti in nazionale ― Irlanda | Cronologia completa delle presenze e delle reti in nazionale ― Irlanda |
| Data                                                                   | Città                                                                  | In casa                                                                | Risultato                                                              | Ospiti                                                                 | Competizione                                                           | Reti                                                                   | Note                                                                   |
| ---------------------------------------------------------------------- | ---------------------------------------------------------------------- | ---------------------------------------------------------------------- | ---------------------------------------------------------------------- | ---------------------------------------------------------------------- | ---------------------------------------------------------------------- | ---------------------------------------------------------------------- | ---------------------------------------------------------------------- |
| 4-6-2024                                                               | Dublino                                                                | Irlanda                                                                | 2 – 1                                                                  | Ungheria                                                               | Amichevole                                                             | -                                                                      | 46’                                                                    |
| 11-6-2024                                                              | Aveiro                                                                 | Portogallo                                                             | 3 – 0                                                                  | Irlanda                                                                | Amichevole                                                             | -                                                                      |                                                                        |
| 7-9-2024                                                               | Dublino                                                                | Irlanda                                                                | 0 – 2                                                                  | Inghilterra                                                            | UEFA Nations League 2024-2025 - 1º turno                               | -                                                                      | 57’ 76’                                                                |
| 20-3-2025                                                              | Plovdiv                                                                | Bulgaria                                                               | 1 – 2                                                                  | Irlanda                                                                | UEFA Nations League 2024-2025 - Play-off                               | -                                                                      | 79’                                                                    |
| 23-3-2025                                                              | Dublino                                                                | Irlanda                                                                | 2 – 1                                                                  | Bulgaria                                                               | UEFA Nations League 2024-2025 - Play-off                               | -                                                                      |                                                                        |
| 6-6-2025                                                               | Dublino                                                                | Irlanda                                                                | 1 – 1                                                                  | Senegal                                                                | Amichevole                                                             | -                                                                      | 66’                                                                    |
| 10-6-2025                                                              | Lussemburgo                                                            | Lussemburgo                                                            | 0 – 0                                                                  | Irlanda                                                                | Amichevole                                                             | -                                                                      |                                                                        |
| Totale                                                                 |                                                                        | Presenze                                                               | 7                                                                      |                                                                        | Reti                                                                   | 0                                                                      |                                                                        |

| Cronologia completa delle presenze e delle reti in nazionale ― Irlanda under 21 | Cronologia completa delle presenze e delle reti in nazionale ― Irlanda under 21 | Cronologia completa delle presenze e delle reti in nazionale ― Irlanda under 21 | Cronologia completa delle presenze e delle reti in nazionale ― Irlanda under 21 | Cronologia completa delle presenze e delle reti in nazionale ― Irlanda under 21 | Cronologia completa delle presenze e delle reti in nazionale ― Irlanda under 21 | Cronologia completa delle presenze e delle reti in nazionale ― Irlanda under 21 | Cronologia completa delle presenze e delle reti in nazionale ― Irlanda under 21 |
| Data                                                                            | Città                                                                           | In casa                                                                         | Risultato                                                                       | Ospiti                                                                          | Competizione                                                                    | Reti                                                                            | Note                                                                            |
| ------------------------------------------------------------------------------- | ------------------------------------------------------------------------------- | ------------------------------------------------------------------------------- | ------------------------------------------------------------------------------- | ------------------------------------------------------------------------------- | ------------------------------------------------------------------------------- | ------------------------------------------------------------------------------- | ------------------------------------------------------------------------------- |
| 3-9-2021                                                                        | Zenica                                                                          | Bosnia ed Erzegovina under 21                                                   | 1 – 2                                                                           | Irlanda under 21                                                                | Qual. Europeo Under-21 2023                                                     | -                                                                               |                                                                                 |
| 7-9-2021                                                                        | Dudelange                                                                       | Lussemburgo under 21                                                            | 1 – 1                                                                           | Irlanda under 21                                                                | Qual. Europeo Under-21 2023                                                     | -                                                                               |                                                                                 |
| 8-10-2021                                                                       | Dublino                                                                         | Irlanda under 21                                                                | 2 – 0                                                                           | Lussemburgo under 21                                                            | Qual. Europeo Under-21 2023                                                     | -                                                                               |                                                                                 |
| 12-10-2021                                                                      | Podgorica                                                                       | Montenegro under 21                                                             | 2 – 1                                                                           | Irlanda under 21                                                                | Qual. Europeo Under-21 2023                                                     | -                                                                               |                                                                                 |
| 12-11-2021                                                                      | Dublino                                                                         | Irlanda under 21                                                                | 0 – 2                                                                           | Italia under 21                                                                 | Qual. Europeo Under-21 2023                                                     | -                                                                               |                                                                                 |
| 16-11-2021                                                                      | Dublino                                                                         | Irlanda under 21                                                                | 1 – 0                                                                           | Svezia under 21                                                                 | Qual. Europeo Under-21 2023                                                     | -                                                                               | 47’                                                                             |
| 29-3-2022                                                                       | Borås                                                                           | Svezia under 21                                                                 | 0 – 2                                                                           | Irlanda under 21                                                                | Qual. Europeo Under-21 2023                                                     | -                                                                               |                                                                                 |
| 3-6-2022                                                                        | Dublino                                                                         | Irlanda under 21                                                                | 3 – 0                                                                           | Bosnia ed Erzegovina under 21                                                   | Qual. Europeo Under-21 2023                                                     | -                                                                               | 53’                                                                             |
| 14-6-2022                                                                       | Ascoli Piceno                                                                   | Italia under 21                                                                 | 4 – 1                                                                           | Irlanda under 21                                                                | Qual. Europeo Under-21 2023                                                     | -                                                                               | 83’                                                                             |
| 23-9-2022                                                                       | Dublino                                                                         | Irlanda under 21                                                                | 1 – 1                                                                           | Israele under 21                                                                | Qual. Europeo Under-21 2023                                                     | -                                                                               | 65’                                                                             |
| 27-9-2022                                                                       | Tel Aviv                                                                        | Israele under 21                                                                | 0 – 0 dts (3 – 1 dtr)                                                           | Irlanda under 21                                                                | Qual. Europeo Under-21 2023                                                     | -                                                                               |                                                                                 |
| Totale                                                                          |                                                                                 | Presenze                                                                        | 11                                                                              |                                                                                 | Reti                                                                            | 0                                                                               |                                                                                 |

## Palmarès

### Club

#### Competizioni nazionali
- Tweede klasse: 1

RWDM47: 2022-2023